# HR 7955
Désignations
HR 7955, également désignée HD 198084, est une étoile binaire de la constellation boréale de Céphée, située près de la limite avec le Cygne. Elle est visible à l'œil nu avec une magnitude apparente combinée de 4,51. D'après la mesure de sa parallaxe annuelle par le satellite Hipparcos, le système est distant de ∼ 89 a.l. (∼ 27,3 pc) de la Terre. Il présente un mouvement propre relativement élevé, traversant la sphère céleste à une vitesse de 0,243 seconde d'arc par an, et il se rapproche du Soleil à une vitesse radiale de −33 km/s.
HR 7955 est une binaire spectroscopique à raies doubles, dont la nature a été mise en évidence pour la première fois en 1972. Les deux étoiles complètent une orbite l'une autour de l'autre avec une période de 494 jours (soit 1,35 an) et selon une excentricité de 0,55. Elles apparaissent être des étoiles légèrement évoluées qui sont en train de quitter la séquence principale et de devenir des sous-géantes, avec des types spectraux attribués de F8IV-V et F9IV-V. Elles sont toutes deux légèrement plus massives que le Soleil, avec des masses calculées valant 107 % et 105 % celle du Soleil, respectivement. Le système est âgé d'environ 2,25 milliards d'années.
Le système possède un compagnon supplémentaire de dixième magnitude recensé dans les catalogues d'étoiles doubles et multiples et désigné HR 7955 B. En date de 2004, il était localisé à une distance angulaire de 48,40 secondes d'arc et à un angle de position de 146°. Cette étoile n'est qu'une double purement optique.